# Sozialwissenschaftliche Suchtforschung
Sozialwissenschaftliche Suchtforschung (oder auch sozialwissenschaftliche Drogenforschung) ist als Teilbereich der Soziologie abweichenden Verhaltens eine Spezielle Soziologie. Ihr Thema ist die gesellschaftliche Konstruktion von Drogenproblemen beziehungsweise die gesellschaftliche Reaktion darauf.
Ein Begründer der sozialwissenschaftlichen Suchtforschung ist Howard S. Becker, der ihr in seinem kriminalsoziologischen Klassiker „Outsiders. Studies in the Sociology of Deviance“ (1963) zwei Kapitel widmet: „Wie man Marihuana-Benutzer wird“ und „Marihuana-Gebrauch und soziale Kontrolle“. Auch im deutschen Sprachraum wird sozialwissenschaftliche Suchtforschung überwiegend von Kriminologen betrieben, wie besonders Lorenz Böllinger, Henner Hess, Stephan Quensel und Sebastian Scheerer. Im Bereich der Sozialarbeitswissenschaft sind unter anderen Heino Stöver, Gundula Barsch und Daniel Deimel als Suchtforscher tätig. Zu den bekannten deutschsprachigen sozialwissenschaftlichen Suchtforschern zählen außerdem Irmgard Vogt und Günter Amendt.
Kritische Suchtforscher mit meist sozialwissenschaftlichem Hintergrund haben sich im Schildower Kreis zusammengeschlossen.

## Hauptthemen der sozialwissenschaftlichen Suchtforschung

### Reflexion des Krankheitskonzeptes
Ausgehend von der Tatsache, dass es Rauschmittel in der Geschichte der Menschheit immer gab, von Suchtkrankheit dagegen erst seit 200 Jahren die Rede ist, wird die „Erfindung der Sucht“ und insbesondere ihre Charakterisierung als Krankheit als soziale Konstruktion bezeichnet. Gegen den Krankheitscharakter von Sucht sprechen laut Scheerer
- die Unauffindbarkeit biologisch-somatischer Ursachen;
- die Tatsache, dass Sucht kein individuelles, sondern ein durch und durch soziales Geschehen ist;
- die Unnötigkeit einer spezifisch medizinischen Behandlung jenseits des körperlichen Entzugs;
- die negativen Folgen einer Pathologisierung der Betroffenen im Sinne einer sich selbst erfüllenden Prophezeiung („lebenslang“, „progressiver Charakter der Krankheit“).[3]

Alternativ zum Krankheitskonzept wird Sucht von Vertretern des nondisease approach, wie dem US-amerikanischen Psychologen Stanton Peele, als „eingeschliffene Reaktion“ auf bestimmte Lebensprobleme betrachtet, die zu einem hohen Preis spezielle Belohnungen gefühlsmäßiger Art garantiert. Dieser Argumentation folgt auch Peter Degkwitz, der Sucht als „übermäßige Bindung an bestimmte Erfahrungen“ bezeichnet, wobei er betont, dass Menschen nicht von Substanzen (oder Prozessen, wie etwa dem Glücksspiel), sondern von deren Wirkungen abhängig werden.
Der amerikanische Soziologie Alfred Ray Lindesmith hatte schon in den 1940er Jahren beobachtet, dass „Drogensüchtige“ erst durch die Interaktion mit anderen Abhängigen süchtig werden, weil sie voneinander lernen, dass ein Entzug fast unmöglich ist. Wo diese soziale Definition von Sucht fehle, wie etwa bei Menschen, denen aus medizinischen Gründen Opiate verabreicht wurden, sei ein Absetzen der Droge deutlich weniger problematisch.

### Analyse von Drogenpaniken
Unter einer Drogenpanik verstehen sozialwissenschaftliche Suchtforscher durch Moralunternehmer zugeschriebene Gefahren bestimmter Drogen, die medial skandalisiert werden und häufig zu Reaktionen von Regierungen und Gesetzgebern führen. Eine Drogenpanik zählt zu den in der Kriminalsoziologie thematisierten Moralischen Paniken, die Devianz erzeugen. Craig Reinarman nennt beispielhaft vier Drogenpaniken in der jüngeren Geschichte der USA:
- die erste und bedeutsamste Drogenpanik entstand im 19. Jahrhundert im Zusammenhang des Alkohol-Trinkens und fand 1919 ihr formales Ende mit der Prohibition;
- ebenfalls im 19. Jahrhundert wurde eine Drogenpanik gegen das „mongolische Laster“, das Rauchen von Opium, entfacht, was 1875 mit dem „Anti-Opiumhöhlen-Verordnung“ von San Francisco sowie 1914 mit dem „Harrison Narcotic Act“, dem ersten bundesweiten Anti-Drogengesetz, endete;
- während der Weltwirtschaftskrise wurde eine Drogenpanik in Bezug auf das „Mörderkraut“ Marihuana inszeniert, die 1937 zum Verbot der Substanz führte;
- ab 1986 wurde schließlich eine Crack-Panik geschürt.

Allen diese Drogenpaniken ist laut Reinarman gemein, dass sie Substanzen galt, die längst vorher (bei Alkohol während der gesamten Geschichte der Menschheit) im Umlauf waren und konsumiert wurden, nur hatte sich die Gruppe der öffentlich wahrgenommenen Konsumenten verändert. Die Alkohol-Panik wurde geschürt, als die Arbeiterklasse katholischer Emigranten die Städte füllte. Ihnen stand eine Abstinenzbewegung von Angehörigen der White Anglo-Saxon Protestants gegenüber. Die Opium-Panik war gegen chinesische Einwanderer gerichtet, die Marihuana-Panik galt Mexiko-Amerikanern. Crack-Konsum wurde erst skandalisiert, als Freebase-Kokain an den Straßenecken der Ghettos in billigen Portionen gehandelt wurde. Der Kokain-Konsum hatte sich in den USA vor der Crack-Panik vervierfacht, was medial keine Resonanz hatte, Marihunana-Konsum war in den Jahrzehnten vor der Drogen-Panik als „hemp“-Rauchen in den Unterschichten aller ethnischen Gruppen eine weitverbreitete, unauffällige und erschwingliche Gewohnheit. Opium-Produkte waren vor der Kampagne legal und rezeptfrei zu erwerben.
Günter Amendt beschreibt ähnliche Kampagnen in der Bundesrepublik Deutschland am Beispiel von Cannabis und kommentiert: „In einer Welt, in der Drogen für alle Lebenslagen längst zum selbstverständlichen Bestandteil des Alltags geworden sind, wird man sich verwundert fragen, wie es möglich war, daß ausgerechnet die harmloseste aller psychoaktiven Substanzen derart dämonisiert werden konnte.“

### Bücher
- Howard S. Becker: Außenseiter. Zur Soziologie abweichenden Verhaltens, 2. Auflage, Springer VS, Wiesbaden 2014, ISBN 978-3-658-01253-3.
- Bernd Dollinger, Henning Schmidt-Semisch (Hrsg.): Sozialwissenschaftliche Suchtforschung, VS-Verlag, Wiesbaden 2007, ISBN 978-3-531-15337-7, socialnet.de-Rezension von Stephan Quensel.
- Bernd Dollinger, Wolfgang Schneider (Hrsg.): Sucht als Prozess. Sozialwissenschaftliche Perspektiven für Forschung und Praxis, VWB, Berlin 2005, ISBN 3-86135-253-2.
- Robert Feustel, Henning Schmidt-Semisch, Ulrich Bröckling (Hrsg.): Handbuch Drogen in sozial- und kulturwissenschaftlicher Perspektive, Springer Fachmedien, Wiesbaden 2019, ISBN 978-3-658-22137-9.
- Gerrit Kamphausen: Unwerter Genuss. Zur Dekulturation der Lebensführung von Opiumkonsumenten, Transcript, Bielefeld 2009, ISBN 978-3-8376-1271-4.
- Annika Hoffmann: Drogenkonsum und -kontrolle. Zur Etablierung eines sozialen Problems im ersten Drittel des 20. Jahrhunderts, VS-Verlag, Wiesbaden 2012, ISBN 978-3-531-17994-0.
- Aldo Legnaro: Ansätze zu einer Soziologie des Rausches – zur Sozialgeschichte von Rausch und Ekstase in Europa, in: Gisela Völger und Karin von Welck (Hrsg.), Rausch und Realität. Drogen im Kulturvergleich, Band 1, Rowohlt Taschenbuchverlag, Reinbek bei Hamburg 1982, S. 93–114, ISBN 3-499-34006-2.
- Karl-Heinz Reuband: Soziale Determinanten des Drogengebrauchs. Eine sozialwissenschaftliche Analyse des Gebrauchs weicher Drogen in der Bundesrepublik Deutschland. Westdeutscher Verlag, Opladen 1994, ISBN 978-3-531-12584-8.
- Michael Schabdach: Soziale Konstruktionen des Drogenkonsums und soziale Arbeit. Historische Dimensionen und aktuelle Entwicklungen, VS-Verlag, Wiesbaden 2009, ISBN 978-3-531-16752-7.
- Sebastian Scheerer und Irmgard Vogt (Hrsg.) unter Mitarbeit von Henner Hess: Drogen und Drogenpolitik. Ein Handbuch, Campus-Verlag, Frankfurt/Main; New York 1989, ISBN 3-593-33675-8.
- Sebastian Scheerer: Sucht, Rowohlt Taschenbuchverlag, Reinbek bei Hamburg 1995, ISBN 3-499-16367-5
- Stephan Quensel: Mit Drogen leben. Erlaubtes und Verbotenes, Campus-Verlag, Frankfurt/Main; New York 1985, ISBN 3-593-33544-1.
- Stephan Quensel: Das Elend der Suchtprävention. Analyse – Kritik – Alternative, 2. Auflage, VS-Verlag, Wiesbaden 2010, ISBN 978-3-531-17386-3.

### Aufsätze, Vorträge
- Lorenz Böllinger: Die gesellschaftliche Drogenphobie, Beitrag zum Symposium „Kontrolldiagnosen aktueller Drogenpolitik“ am 9. Mai 2009, Schildower Kreis.
- Wolfgang Schneider: Drogenmythen in Drogenhilfe, Drogenforschung und Drogenpolitik, INDRO e.V., 1998.